# Relaciones Ruanda-Venezuela
Las relaciones Ruanda-Venezuela se refieren a las relaciones internacionales que existen entre Ruanda y Venezuela.

## Historia
Venezuela y Ruanda firmaron un memorándum de entendimiento y un acuerdo de cooperación el 7 de diciembre de 2010.
El 15 de julio de 2012 Olga Fonseca es designada como embajadora concurrente de Venezuela en Ruanda. El 27 de julio de 2012 Fonseca fue encontrada muerta en su residencia oficial en Nairobi, Kenia, asesinada por estrangulamiento. Medios locales reportaron que la designación de Fonseca fue vista por los responsables de su asesinato como un riesgo para sus presuntas operaciones ilícitas, y que el personal de la embajada venezolana usaba vehículos oficiales y valijas diplomática para el tráfico de estupefacientes.

## Misiones diplomáticas
- Venezuela cuenta con una embajada concurrente en Nairobi, Kenia.[6]